# ریلپی‌ویرین
ریلپی‌ویرین (انگلیسی: Rilpivirine) (با نام‌های تجاری Edurant و Rekambys)، دارویی برای درمان HIV/AIDS است. این دارو یک مهارکننده ترانس کریپتاز معکوس غیر نوکلئوزیدی نسل دوم (NNRTI) با قدرت بالاتر، نیمه عمر طولانی‌تر و نمایه عوارض جانبی کاهش یافته در مقایسه با NNRTIهای قدیمی مانند افاویرنز است.

## کاربرد پزشکی
در ایالات متحده آمریکا، ریلپی‌ویرین برای بیمارانی که نیاز به درمان ندارند با بار ویروسی ۱۰۰۰۰۰ نسخه در میلی‌لیتر یا کمتر در آغاز درمان تأیید شده‌است. این دارو باید با سایر داروهای ضد HIV ترکیب شود.
در اتحادیه اروپا، ریلپیویرین در ترکیب با کابوتگراویر برای درمان نگهدارنده بزرگسالانی که سطوح HIV غیرقابل شناسایی در خون دارند (بار ویروسی کمتر از ۵۰ کپی در میلی‌لیتر) با درمان فعلی ضد رتروویروسی آنها تأیید شده‌است، و زمانی که ویروس مقاومتی نسبت به آن ایجاد نکرده باشد. دسته خاصی از داروهای ضد HIV به نام مهارکننده‌های ترانس کریپتاز معکوس غیر نوکلئوزیدی (NNRTIs) و مهارکننده‌های انتقال رشته اینتگراز (INIs).

### فرم‌های موجود
این دارو به صورت قرص (با نام تجاری Edurant) و به صورت تزریق عضلانی طولانی اثر که هر ماه یک بار یا هر دو ماه یکبار تجویز می‌شود (Rekambys) در دسترس است. پیش از استفاده از تزریق، قرص‌ها به مدت حدود چهار هفته برای ارزیابی میزان تحمل تجویز می‌شوند.

## موارد منع مصرف و تداخلات
این دارو برای استفاده با داروهایی که آنزیم کبدی CYP3A4 را القا می‌کنند، مانند کاربامازپین، فنی‌توئین، ریفامپیسین و خار مریم ممنوع است. چنین داروهایی می‌توانند تجزیه ریلپی‌ویرین را تسریع کنند، غلظت پلاسمایی آن را به میزان چشمگیری کاهش دهند و به‌طور بالقوه منجر به از دست دادن اثربخشی و مقاومت احتمالی شوند. برخی از این داروها همچنین آنزیم UGT1A1 را القا می‌کنند و در نتیجه غلظت کابوتگراویر در پلاسمای خون را کاهش می‌دهند و کارایی این درمان ترکیبی را بیشتر به خطر می‌اندازند.
همچنین در ترکیب با مهارکننده‌های پمپ پروتون منع مصرف دارد، زیرا افزایش pH معده باعث کاهش جذب ریلپی‌ویرین از روده می‌شود و عواقبی مشابه با القاکننده‌های CYP3A4 دارد.

## عوارض نامطلوب
شایع‌ترین عوارض جانبی فرمولاسیون تزریقی واکنش‌هایی در محل تزریق (در ۸۴ درصد بیماران) مانند درد و تورم و همچنین سردرد (تا ۱۲ درصد) و تب یا احساس گرما (در ۱۰ درصد) است. اختلالات افسردگی، بی‌خوابی و بثورات کمتر شایع (زیر ۱۰٪) هستند. شایع‌ترین عوارض جانبی قرص نیز اختلالات افسردگی (۴٫۱٪)، سردرد (۳٫۵٪)، بی‌خوابی (۳٫۵٪) و بثورات پوستی (۲٫۳٪) است. همه این عوارض جانبی تحت درمان‌های ترکیبی ریلپیویرین با یک یا چند داروی دیگر علیه HIV رخ داده‌است.
طولانی شدن QT ریتم قلب در دوزهای بسیار بالا مشاهده شده‌است، اما در دوزهای استاندارد دارو از نظر بالینی مرتبط نیست.

## فارماکولوژی

### مکانیسم عمل
ریلپی‌ویرین یک مهارکننده ترانس کریپتاز معکوس غیر نوکلئوزیدی (NNRTI) است.

### فارماکوکینتیک
زمانی که ریلپی‌ویرین از راه خوراکی مصرف شود، پس از حدود چهار تا پنج ساعت به بالاترین سطح در پلاسمای خون می‌رسد. مصرف دارو بدون غذا سطح پلاسمایی آن را تا ۴۰ درصد در مقایسه با مصرف آن با غذا کاهش می‌دهد که از نظر بالینی مرتبط است؛ بنابراین به بیماران توصیه می‌شود که دارو را همراه با غذا مصرف کنند. پس از تزریق به عضله، این ماده پس از سه تا چهار روز به بالاترین سطح پلاسما می‌رسد.
مستقل از شیوه کاربرد، ریلپی‌ویرین تقریباً به‌طور کامل به پروتئین‌های پلاسما (۹۹٫۷ درصد) و بیشتر به آلبومین متصل می‌شود. عمدتاً توسط آنزیم کبدی CYP3A4 متابولیزه می‌شود. متابولیت‌ها شامل چندین محصول اکسیداسیون، گلوکورونیدها و گلوکورونیدهای متابولیت‌های اکسید شده هستند. نیمه عمر بیولوژیکی برای قرص‌ها تقریباً ۴۵ ساعت و برای تزریق ۱۳ تا ۲۸ هفته است.
دفع دارو تنها برای مصرف خوراکی مورد مطالعه قرار گرفته‌است: بیشتر دارو از طریق مدفوع (۸۵٪)، بخشی به شکل بدون تغییر (۲۵٪)، بخشی به شکل متابولیت‌های آن (۶۰٪) از راه مدفوع دفع می‌شود. مقدار کمی از آن از راه ادرار (۶٪) تقریباً منحصراً به صورت متابولیت‌ها دفع می‌شود.